# تیغ‌ها (فیلم)
«تیغ‌ها» (انگلیسی: Blades) فیلمی در ژانر ترسناک است که در سال ۱۹۸۹ منتشر شد.